# Aichwald
Aichwald ist eine Gemeinde im Landkreis Esslingen, zehn Kilometer von der Kreisstadt Esslingen und 20 Kilometer von Stuttgart entfernt. Sie gehört zur Region Stuttgart (bis 1992 Region Mittlerer Neckar) und zur europäischen Metropolregion Stuttgart.

## Geografie

### Geografische Lage
Aichwald liegt auf der Liashochfläche des Vorderen Schurwaldes zwischen dem Remstal im Norden und dem Neckar- bzw. Filstal im Süden.
Die Gemeinde ist die am weitesten nördlich gelegene Kommune des Landkreises Esslingen. Der Ortsausgang des Ortsteils Aichelberg in Richtung Weinstadt-Beutelsbach markiert diesen nördlichsten Punkt des Kreises.
Die Gemarkung Aichwalds umfasst eine Fläche von 1468 ha. Rund 45 % der Markungsfläche werden von der Landwirtschaft genutzt, jedoch in zunehmendem Maße im Nebenerwerb.
Im Ortsteil Aichelberg wird an den Südhängen hin zum Remstal auf ca. 13 ha Wein angebaut. Nicht zu vergessen ist der für den Schurwald typische Erdbeer- und Himbeeranbau.
Meereshöhe, Markungsfläche:
- Wasserturm Krummhardt 476 m ü. NN
- Höchster Punkt: Wasserbehälter Lobenrot 480 m[2]
- Tiefster Punkt: Zolterbachbrücke 285 m
- Waldfläche 617 ha

### Benachbarte Städte und Gemeinden
Folgende Städte und Gemeinden grenzen an Aichwald (im Uhrzeigersinn, beginnend im Westen):
Kernen im Remstal, Weinstadt (beide Rems-Murr-Kreis), Baltmannsweiler und Esslingen am Neckar (beide Landkreis Esslingen).

### Gemeindegliederung
Aichwald besteht aus den ehemals selbstständigen Gemeinden Aichelberg, Aichschieß und Schanbach. Zur ehemaligen Gemeinde Aichelberg gehört das Dorf Aichelberg (2256 Einwohner, Stand: 31. Dezember 2018). Zur ehemaligen Gemeinde Aichschieß gehören das Dorf Aichschieß (1564 Einwohner) und der Weiler Krummhardt (754 Einwohner) sowie die abgegangenen Ortschaften Eglisweiler und Schlierbachhof (auch Bernhardshof genannt). Zur ehemaligen Gemeinde Schanbach gehören das Dorf Schanbach (2809 Einwohner) und der Ort Lobenrot (229 Einwohner).

### Flächenaufteilung
Nach Daten des Statistischen Landesamtes, Stand 2014.

## Geschichte
Im Hochmittelalter war die Gemarkung der heutigen Gemeinde Aichwald Bestandteil des Herzogtums Schwaben.

### Entwicklung im 20. Jahrhundert
Die Bewohner der Orte in Aichwald gingen seit dem Beginn der Industrialisierung zunehmend in den Fabriken im Neckar- und Remstal zur Arbeit.
Die Verwaltungsreform während der NS-Zeit in Württemberg führte 1938 zur Zugehörigkeit aller Orte der heutigen Gemarkung Aichwald zum Landkreis Esslingen. Der Zweite Weltkrieg ging für die Bewohner in der Nacht vom 21. zum 22. April 1945 mit dem Durchzug der US-Armee zu Ende. Dabei fanden keine Kampfhandlungen statt, so dass weder Menschen noch Gebäude zu Schaden kamen. Die Orte wurden Teil der Amerikanischen Besatzungszone und gehörten somit zum neu gegründeten Land Württemberg-Baden, das 1952 im jetzigen Bundesland Baden-Württemberg aufging.

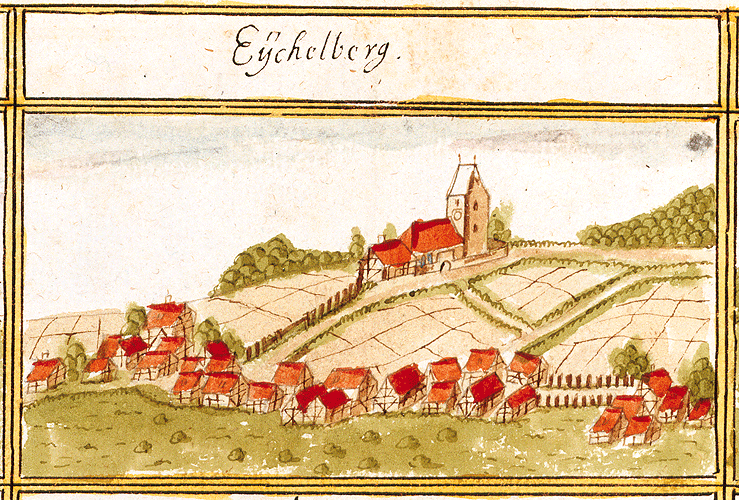
Aichelberg (1685), Forstlagerbuch von Andreas Kieser
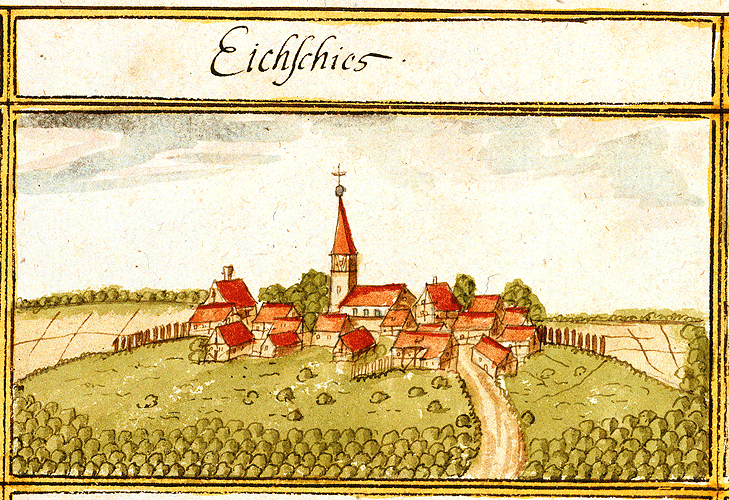
Aichschieß (1685)
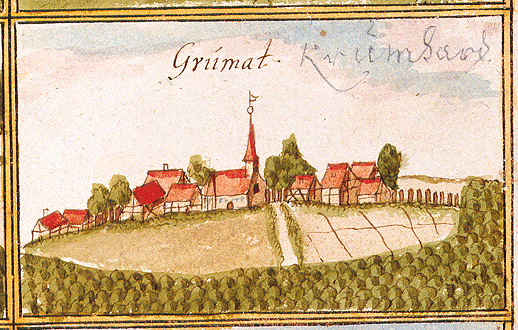
Krummhardt (1685)
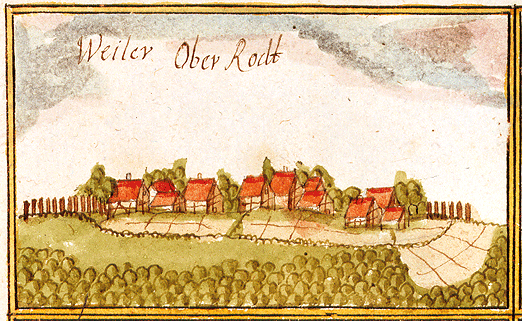
Lobenrot (1685)
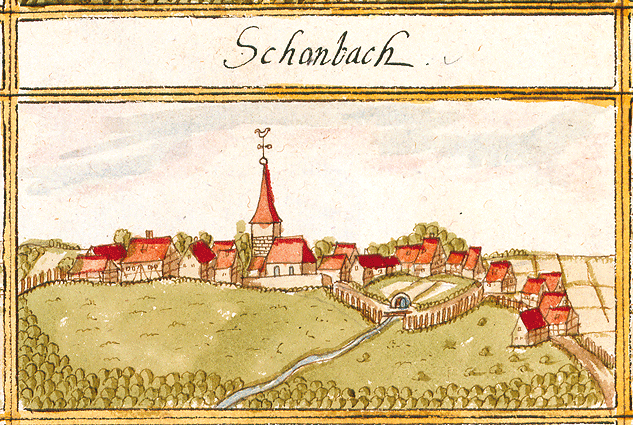
Schanbach (1685)

### Gemeindefusion
Im Zuge der Gemeindereform in Baden-Württemberg schlossen sich am 1. Januar 1974 die bis dahin selbstständigen Gemeinden Aichelberg, Aichschieß (mit Krummhardt) und Schanbach (mit Lobenrot) zur neuen Gemeinde Aichwald zusammen. Der Sitz der Gemeindeverwaltung befindet sich in Schanbach.

### Wappen der Ortsteile

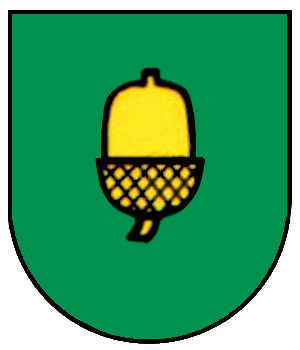
Aichelberg
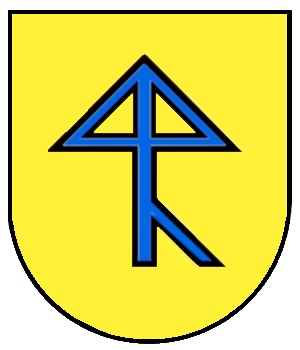
Aichschieß
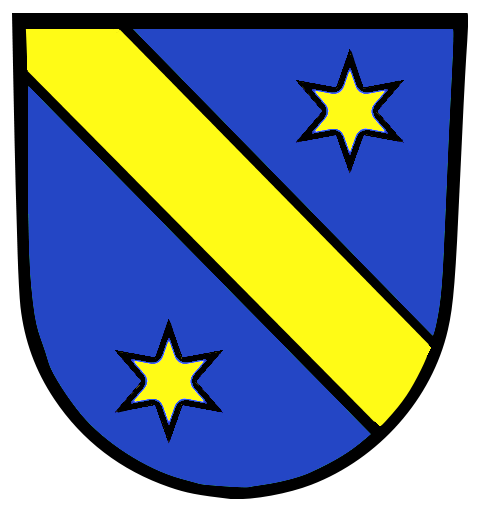
Schanbach

### Entwicklung der Einwohnerzahl
| Jahr | Einwohner 1 |
| ---- | ----------- |
| 1871 | 1.237       |
| 1880 | 1.296       |
| 1890 | 1.198       |
| 1900 | 1.211       |
| 1910 | 1.175       |
| 1925 | 1.153       |
| 1933 | 1.268       |
| 1939 | 1.294       |

| Jahr | Einwohner 1 |
| ---- | ----------- |
| 1950 | 1.847       |
| 1961 | 2.666       |
| 1970 | 4.212       |
| 1975 | 6.125       |
| 1980 | 7.657       |
| 1985 | 7.714       |
| 1990 | 8.122       |
| 1995 | 7.976       |

| Jahr | Einwohner 1 |
| ---- | ----------- |
| 2000 | 7.766       |
| 2005 | 7.744       |
| 2010 | 7.558       |
| 2015 | 7.470       |
| 2020 | 7.597       |

## Politik

### Gemeinderat
Der Gemeinderat in Aichwald besteht aus den gewählten ehrenamtlichen 18 Gemeinderäten und dem Bürgermeister als Vorsitzendem. Der Bürgermeister ist im Gemeinderat stimmberechtigt.
Die Kommunalwahl am 9. Juni 2024 führte zu folgendem Endergebnis.
| Parteien und Wählergemeinschaften | Parteien und Wählergemeinschaften           | % 2024  | Sitze 2024 | % 2019  | Sitze 2019 | Kommunalwahl 2024 %50403020100 40,17 %31,38 %15,57 %12,89 %n. k. % CDUFWSPDGrüneFDPGewinne und Verlusteim Vergleich zu 2019 %p 10 8 6 4 2 0 −2 −4 −6 −8+8,62 %p+1,56 %p−1,66 %p−1,38 %p−7,13 %pCDUFWSPDGrüneFDP |
| CDU                               | Christlich Demokratische Union Deutschlands | 40,17   | 7          | 31,55   | 6          | Kommunalwahl 2024 %50403020100 40,17 %31,38 %15,57 %12,89 %n. k. % CDUFWSPDGrüneFDPGewinne und Verlusteim Vergleich zu 2019 %p 10 8 6 4 2 0 −2 −4 −6 −8+8,62 %p+1,56 %p−1,66 %p−1,38 %p−7,13 %pCDUFWSPDGrüneFDP |
| FWA                               | Freie Wähler Aichwald                       | 31,38   | 6          | 29,82   | 5          | Kommunalwahl 2024 %50403020100 40,17 %31,38 %15,57 %12,89 %n. k. % CDUFWSPDGrüneFDPGewinne und Verlusteim Vergleich zu 2019 %p 10 8 6 4 2 0 −2 −4 −6 −8+8,62 %p+1,56 %p−1,66 %p−1,38 %p−7,13 %pCDUFWSPDGrüneFDP |
| SPD                               | Sozialdemokratische Partei Deutschlands     | 15,57   | 3          | 17,23   | 3          | Kommunalwahl 2024 %50403020100 40,17 %31,38 %15,57 %12,89 %n. k. % CDUFWSPDGrüneFDPGewinne und Verlusteim Vergleich zu 2019 %p 10 8 6 4 2 0 −2 −4 −6 −8+8,62 %p+1,56 %p−1,66 %p−1,38 %p−7,13 %pCDUFWSPDGrüneFDP |
| Grüne                             | Bündnis 90/Die Grünen                       | 12,89   | 2          | 14,27   | 3          | Kommunalwahl 2024 %50403020100 40,17 %31,38 %15,57 %12,89 %n. k. % CDUFWSPDGrüneFDPGewinne und Verlusteim Vergleich zu 2019 %p 10 8 6 4 2 0 −2 −4 −6 −8+8,62 %p+1,56 %p−1,66 %p−1,38 %p−7,13 %pCDUFWSPDGrüneFDP |
| FDP                               | Freie Demokratische Partei                  | –       | –          | 7,13    | 1          | Kommunalwahl 2024 %50403020100 40,17 %31,38 %15,57 %12,89 %n. k. % CDUFWSPDGrüneFDPGewinne und Verlusteim Vergleich zu 2019 %p 10 8 6 4 2 0 −2 −4 −6 −8+8,62 %p+1,56 %p−1,66 %p−1,38 %p−7,13 %pCDUFWSPDGrüneFDP |
| gesamt                            | gesamt                                      | 100,0   | 18         | 100,0   | 18         | Kommunalwahl 2024 %50403020100 40,17 %31,38 %15,57 %12,89 %n. k. % CDUFWSPDGrüneFDPGewinne und Verlusteim Vergleich zu 2019 %p 10 8 6 4 2 0 −2 −4 −6 −8+8,62 %p+1,56 %p−1,66 %p−1,38 %p−7,13 %pCDUFWSPDGrüneFDP |
| Wahlbeteiligung                   | Wahlbeteiligung                             | 70,54 % | 70,54 %    | 69,10 % | 69,10 %    | Kommunalwahl 2024 %50403020100 40,17 %31,38 %15,57 %12,89 %n. k. % CDUFWSPDGrüneFDPGewinne und Verlusteim Vergleich zu 2019 %p 10 8 6 4 2 0 −2 −4 −6 −8+8,62 %p+1,56 %p−1,66 %p−1,38 %p−7,13 %pCDUFWSPDGrüneFDP |

Aichwald gehört zu den fünf der insgesamt 1101 Gemeinden in Baden-Württemberg, in denen bei der Landtagswahl am 27. März 2011 mehr als 80 Prozent der Wahlberechtigten ihr Stimmrecht nutzten.

### Bürgermeister
- 1974–2006: Richard Hohler
- 2006–2018: Nicolas Fink (SPD)
- seit 2019: Andreas Jarolim (CDU)[9]

### Wappen und Flagge

Flagge der Gemeinde Aichwald

| Wappen von Aichwald | Blasonierung: „In Blau ein goldener Schrägbalken, oben begleitet von einer goldenen Eichel, unten von einem goldenen Fleckenzeichen aus Dreieckskopfschaft mit hinterer Fußabstrebe.“ |
| Wappen von Aichwald | Wappenbegründung: Das Wappen vereinigt den goldenen Schrägbalken aus dem auf den Ortsadel zurückgehenden Wappen der ehemaligen Gemeinde Schanbach mit den redenden Figuren der erloschenen Wappen von Aichelberg (goldene Eichel) und Aichschieß (stilisierte goldene Armbrust). Das Wappen und die Flagge wurden am 5. September 1977 durch das Landratsamt Esslingen verliehen. |

### Partnerschaften
Aichwald pflegt freundschaftliche Verbindungen zu:
- Stadt Böhlen im Landkreis Leipzig in Sachsen und
- Marktgemeinde Finkenstein am Faaker See in Kärnten, Österreich.

## Wirtschaft und Infrastruktur

### Verkehr
Seit 2009 verbindet der „BürgerBus Aichwald“ die Ortschaften Schanbach, Aichelberg, Aichschieß, Krummhardt und Lobenrot. Der Bürgerbus fährt zweimal am Morgen und zweimal am Nachmittag. Der BürgerBusverein Aichwald e. V. hat über zwanzig Fahrer und Fahrerinnen. Aichwald ist auch über die Linie 114 des VVS angebunden. Zusätzlich wird ab 2019 die Linie 114 nach Endersbach verlängert und stellt somit die von Anwohnern lange gewünschte Verbindung ins Remstal her.

### Bildung
Aichwald verfügt im Ortsteil Schanbach über eine Grundschule. In Aichelberg und Aichschieß bestehen Außenstellen für Grundschulklassen. Es bestehen drei Gemeindekindergärten in den einzelnen Ortschaften und ein Waldkindergarten im Aichschießer Wald.
Es gibt eine Musikschule und eine selbstständige Volkshochschule.

### Abfallentsorgung
Für die Abfallentsorgung ist der Abfallwirtschaftsbetrieb des Landkreises Esslingen zuständig. Es bestehen getrennte Sammlungen für Biomüll, Hausmüll und Papier. Verpackungen werden im Rahmen des Grünen Punktes in sogenannten gelben Säcken gesammelt. Sperrmüll wird gegen Abgabe eines von zwei Gutscheinen jährlich kostenlos abgeholt oder kann zu einer Entsorgungsstation gebracht werden. Bei den Entsorgungsstationen können auch Elektro- und Metallschrott sowie andere wiederverwertbare Stoffe abgegeben werden. Für Sondermüll wie Leuchtstofflampen und Lacke gibt es besondere Problemstoffsammlungen.

## Kultur und Sehenswürdigkeiten

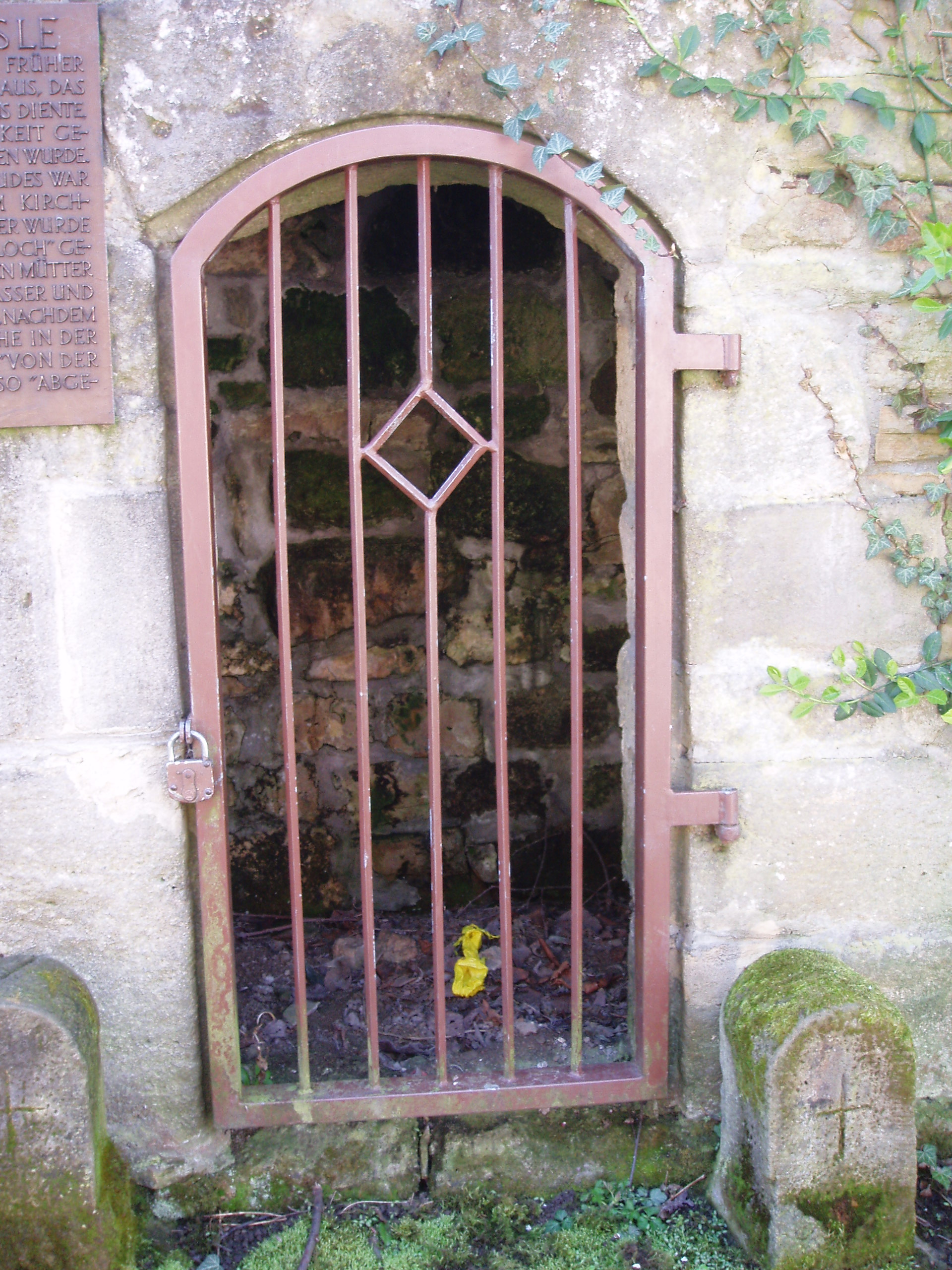
Das Zuchthäusle in Aichschieß

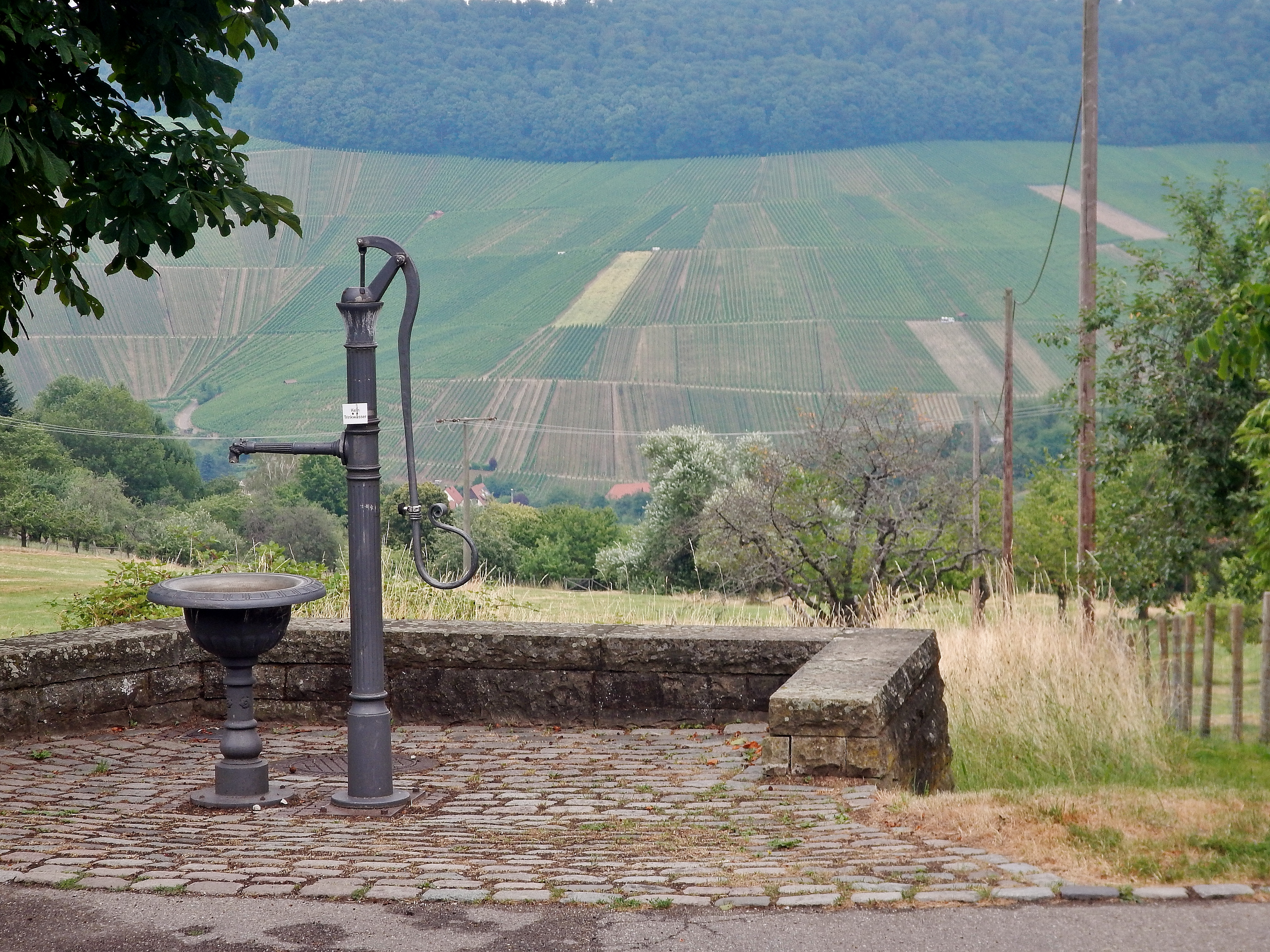
Brunnen am Remstal-Höhenweg

Aichwald besitzt eine stattliche Anzahl an Bau- und Kunstdenkmalen, die Zeitzeugen der jahrhundertelangen Ortsgeschichte sind. Neben der landschaftlich reizvollen Lage sind sie es vor allem, die den Charme der Schurwaldgemeinde ausmachen. Weil Aichschieß nicht an einer Durchgangsstraße lag, ist sein Ortskern besonders gut erhalten (Fachwerkhäuser um die Kirche). Im Wald unterhalb von Schanbach finden sich die Reste einer kleinen mittelalterlichen Burg. In Aichelberg steht die erstmals 1558 erwähnte Kelter, welche seit 2019 eine Imkerei beherbergt.
Besonders herausragend sind die vier historischen Kirchengebäude der evangelischen Kirchengemeinde in den Teilorten:
In Aichelberg steht eine ehemalige Wallfahrtskirche, die evangelische Kirche Zu Unserer Lieben Frau von 1460, noch heute halbwegs auf freiem Feld über dem Dorf gelegen, mit bauzeitlichen Wandmalereien im Chor (1969 freigelegt) und einem Kruzifix aus dem 17. Jahrhundert. Die 25 Empore-Tafelbilder zum Leben Jesu und den zwölf Aposteln hat Joseph Wagner aus Alfdorf 1760 gemalt. Gerhard Dreher schuf 1970 drei Chorfenster aus Klarglas mit geometrischen Linien-Ornamenten sowie im Kirchenschiff und Turm weitere farbige Fenster.
Die evangelische Kirche in Krummhardt ist eine der reizvollsten Dorfkirchen im Landkreis Esslingen (Ausstattung im Bauernbarock);
In Schanbach befindet sich die evangelische Kirche von 1500 mit spätmittelalterlichem Chorturm. Bei der Renovierung und dem Emporeneinbau durch Architekt Heinrich Dolmetsch im Jahr 1905 wurde das vom Künstler Theodor Bauerle entworfene Chorfenster mit Christus als Friedensbringer eingebaut. Rudolf Yelin der Jüngere schuf 1952 am Chorbogen das Sgraffito mit der Engelsbotschaft an die Hirten, Ulrich Henn 1969 das Bronze-Altarkreuz, ein „Kastenkreuz“ mit Themen-Medaillons zum Leben Jesu.
In Aichschieß steht die evangelische Dorfkirche St. Gereon und St. Margaretha, die nach Kriegszerstörung 1454 wieder aufgebaut und mit Chor und Südturm versehen wurde. Sie enthält ein Kruzifix aus der Ulmer-Schule um 1500, im Innern Wandmalereien aus der Zeit um 1330, die zu den ältesten in der ganzen Region gehören, zudem weitere Wandbilder aus der Zeit um 1500. Nach der Reformation wurde die Kirche in einen evangelischen, der württembergischen Kirchen- und Gottesdienstordnung angemessenen Gottesdienstraum mit Quersaal-Konzeption umgewandelt: aus dem Chor wurde der Altar herausgerückt, die Kanzel auf Mitte der Nordwand gesetzt, Herrenstühle im Chor und darüber eine Orgelempore eingebaut sowie eine Süd- und Westempore errichtet. Das gesamte Parterre- und Emporengestühl bekam seine Ausrichtung auf die Nordkanzel. Wegen Einsturzgefahr erfolgte bis 1952 durch Architekt Heinz Klatte eine durchgreifende Renovierung und „Bereinigung“ mit dem Verlust wertvoller Substanz durch Neubau der Süd- und Westmauer. Die Glasmalereien vom Jahr 2000 der drei Fenster im Chor stammen von der Glaskünstlerin Renate Gross aus Gilching (Bayern), von Karl Ulrich Nuss stammt der Taufdeckel und weitere Kunstwerke.
An der Stelle des ehemaligen Schulhauses befindet sich das sogenannte Zuchthäusle, eine winzige Zelle, in der nicht nur Verbrecher gefangen gehalten wurden, sondern auch ledige Mütter vierzehn Tage bei Wasser und Brot verbringen mussten, nachdem sie von der Kanzel herab ermahnt (abgekanzelt) worden waren.
Im Esslinger Stadtwald gibt es einen Hundefriedhof, der von Förstern angelegt und von 1912 bis in die 1970er Jahre belegt wurde. Er ist heute ein Kulturdenkmal nach dem Gesetz zum Schutz der Kulturdenkmale des Landes Baden-Württemberg.

## Regelmäßige Veranstaltungen

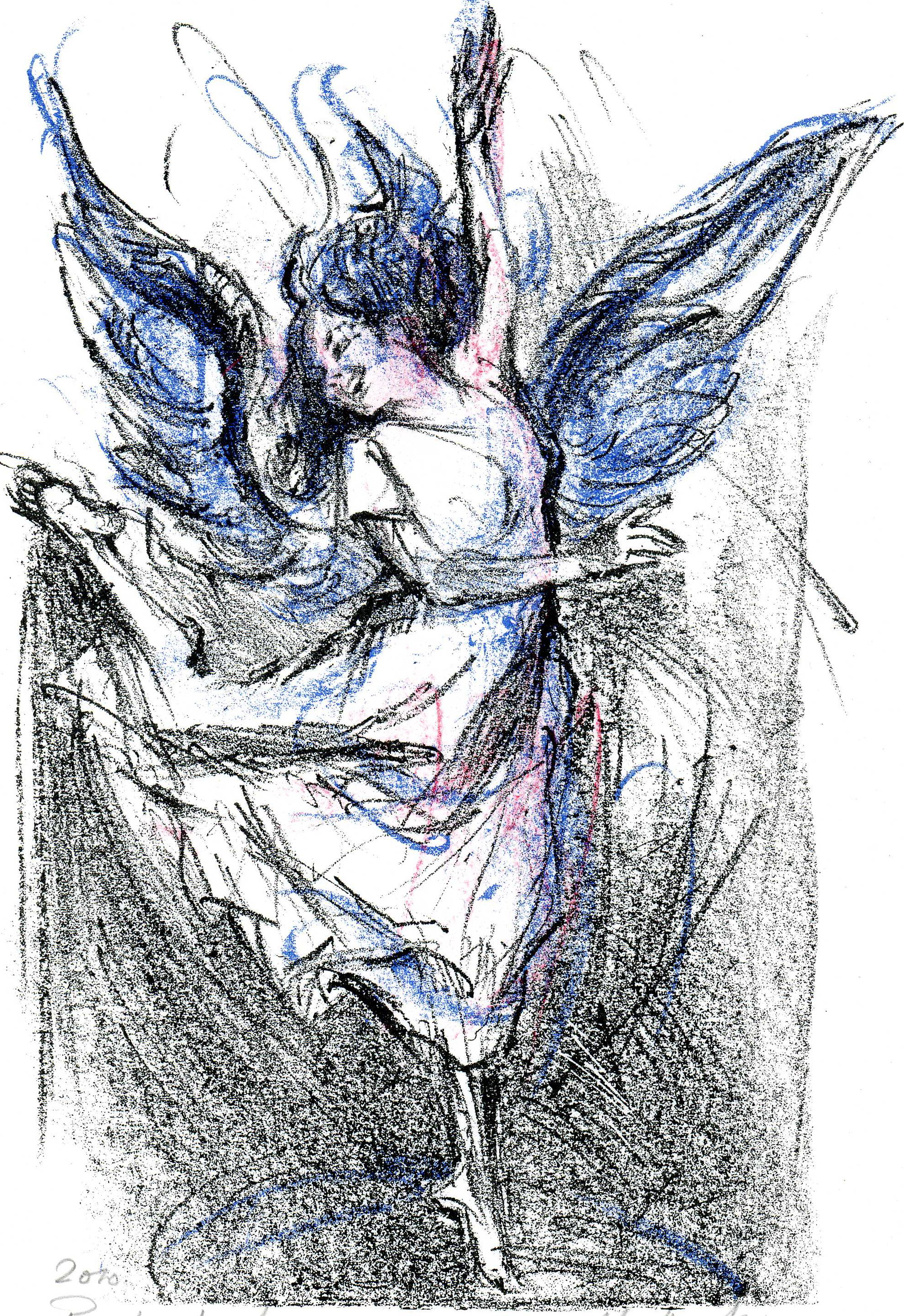
Hetty Krist, Engel für Aichwald (Farblithographie 2010)

Seit 2003 findet alle zwei Jahre im August auf einem Sonnenblumenfeld vor Krummhardt das fünftägige Musikfestival Goldgelb statt.
Seit 2004 richtet der Kunstkreis Aichwald kulturelle Veranstaltungen und Kunstausstellungen aus. Die Kunstausstellungen werden unter dem Rahmentitel „Im Spiegel der Bilder“ präsentiert. Gezeigt werden „Arbeiten auf Papier“ von international bekannten Künstlerinnen bzw. Künstlern. Ausgestellt wurden 2004 „Internationale originalgraphische Kunst“ und Werke von Alfred Pohl (2005), Paul Flora (2006), Markus Lüpertz (2007), Ruth Stahl und Heinz Friedrich (2008), Hermann Kätelhön und Christian Mischke (2009), Hetty Krist (2010), Rosa Loy (2011) und Leiko Ikemura (2012). Verbunden mit den Kunstausstellungen ist jeweils ein Schulwettbewerb. Vorsitzender und Kurator des Kunstkreises ist Frieder Gadesmann.
Im Juni findet das Internationale ADAC Motocross Aichwald auf der Rennstrecke „In den Horben“ statt. Ausrichter dieser 1954 erstmals ausgerichteten jährlichen Großveranstaltung ist der Motorsportclub „Eiserne Hand“ Aichwald.
Zu weiteren bekannten Veranstaltungen zählen im Januar die "Aichwalder Hüttengaudi - Das Original" in der Schurwaldhalle in Schanbach sowie das im Mai in der MVAarena am Aichelberger Musikerheim stattfindende "SOUNDCHECK Open-Air". Beide Veranstaltungen werden vom Musikverein Aichelberg ausgerichtet.

## Persönlichkeiten
- Ludwig Eberhard Fischer (1695–1773), geboren in Aichelberg, lutherischer Geistlicher, Theologe, Kirchenlieddichter und Politiker
- Gottlob Eberhard von Hafner (1785–1858), geboren in Aichelberg, ev. Theologe, Generalsuperintendent von Heilbronn, Landtagsabgeordneter
- Eduard Reinacher (1892–1968), elsässisch-deutscher Lyriker, Hörspielautor, Erzähler und Dramatiker, als Journalist in Aichelberg tätig
- Eugen Grimminger (1892–1986), Mitglied der Widerstandsbewegung Weiße Rose, verbrachte seinen Lebensabend in Schanbach
- Otto Lautenschlager (1900–1987), Schriftsteller und Lyriker
- Frieder Gadesmann (1943–2014), ev. Theologe und Erziehungswissenschaftler, Kurator und Vorsitzender des Kunstkreises Aichwald
- Domenico Tedesco (* 1985), Fußballtrainer
- Nicolas Fink (* 1976), Landtagsabgeordneter und Bürgermeister a. D.
- Kai Gotthardt (* 1995), Dartspieler, lebt in Aichwald